# The Best of Joy Division
| Críticas profissionais | Críticas profissionais |
| Avaliações da crítica  | Avaliações da crítica  |
| Fonte                  | Avaliação              |
| ---------------------- | ---------------------- |
| All Music Guide        | link                   |

The Best of Joy Division é uma coletânea da banda britânica de pós-punk Joy Division, lançada em Março de 2008. Existem duas versões desta coletânea: a estadunidense, que contém apenas os grandes sucessos, e a britânica, com dois discos, sendo que o segundo contém faixas gravadas ao vivo no programa de John Peel, as Peel Sessions. O segundo disco teve lançamento individual em 2000, sob o título de Joy Division The Complete BBC Recordings.

## Faixas

### Disco 1 - Versões estadunidense e britânica
1. "Digital" – 2:51
2. "Disorder" – 3:27
3. "Shadowplay" – 3:50
4. "New Dawn Fades" – 4:44
5. "Transmission" – 3:36
6. "Atmosphere" – 4:10
7. "Dead Souls" – 4:56
8. "She's Lost Control" (12" single version) – 4:46
9. "Love Will Tear Us Apart" – 3:26
10. "These Days" – 3:25
11. "Twenty Four Hours" – 4:26
12. "Heart and Soul" – 5:51
13. "Incubation" – 2:52
14. "Isolation" – 2:53

### Disco 2 - Versão britânica
The Complete BBC Recordings
1. "Exercise One" (Peel Session) – 2:32
2. "Insight" (Peel Session) – 3:53
3. "She's Lost Control" (Peel Session) – 4:11
4. "Transmission" (Peel Session) – 3:58
5. "Love Will Tear Us Apart" (Peel Session) – 3:25
6. "Twenty Four Hours" (Peel Session) – 4:10
7. "Colony" (Peel Session) – 4:05
8. "Sound of Music" (Peel Session) – 4:27
9. "Transmission" – 3:18[nota 1]
10. "She's Lost Control" – 3:44
11. "Ian Curtis & Stephen Morris interviewed by Richard Skinner" – 3:32